# José Alberto López González
José Alberto López González (Mazatlán, Sinaloa; 28 de agosto de 2002) es un futbolista mexicano, juega como Defensa y su equipo actual es el Atlante de la Liga de Expansión MX.

## Trayectoria
Inicios
Inicio su trayectoria con el equipo de Camaroneros de Escuinapa en el año 2019, luego en 2020 ficha con la Academia Cuextlán, luego ese equipo se convertiría en Bravos CDMX, filial de los Bravos de Ciudad Juárez en la capital y jugaría algunos partidos con dicha franquicia incluida la Copa Conecta.

### Atlante Fútbol Club
A inicios de 2022 llega al Atlante, debutando el 30 de enero de 2022 ante el Cancún FC.